# ویبور، نورفک
ویبور (به انگلیسی: Weybourne) یک روستا و محله مدنی در بریتانیا است که در North Norfolk واقع شده‌است. ویبور ۶٫۹۱ کیلومتر مربع مساحت و ۵۴۳ نفر جمعیت دارد.